# Лиуццо, Виола
Виола Фовер Лиуццо (англ. Viola Fauver Liuzzo, урождённая Грегг, англ. Gregg; 11 апреля 1925, Калифорния, Пенсильвания, США — 25 марта 1965, Селма, Алабама, США) — американская политическая активистка, сторонница движения за права чернокожих граждан США. Принимала участие в организации маршей от Сельмы до Монтгомери. В последний день маршей была застрелена членами Ку-клукс-клана.

## Биография
Виола Грегг родилась в 1925 году в Калифорнии, штат Пенсильвания. Её отец был ветераном Первой мировой войны. После того, как он стал инвалидом, семья жила в крайней нищете. Виола росла в Джорджии и Теннесси, где сама видела сегрегацию и законы Джима Кроу. В 1941 году семья Греггов переехали в Мичиган. В 16-летнем возрасте Виола вышла замуж и бросила школу, однако брак быстро распался. В 1943 году она вышла замуж за Джорджа Агириса, менеджера ресторана, в котором она работала. От Агириса у неё были две дочери, Пенни и Эванджелин Мэри. В 1949 году они развелись. Виола вышла замуж в третий раз за Энтони Лиуццо. От него она родила трёх детей, Томми, Энтони-младшего и Сэлли. Он также удочерил двух детей жены от второго брака. Виола желала закончить образование. Она посещала Институт Карнеги в Детройте, затем поступила в Университет Уэйна. Она окончила университет с отличными оценками, после чего работала в медицинской лаборатории.
Виола Лиуццо поддерживала унитарианский универсализм и движение за гражданские права чернокожих в США, с 1964 года состояла в Национальной ассоциации содействия прогрессу цветного населения. Она решила поддержать марши от Сельмы до Монтгомери после того, как увидела по телевизору жестокость по отношению к протестующим со стороны полиции во время «кровавого воскресенья». Лиуццо приехала в Сельму и связалась с Конференцией южного христианского руководства. Она помогала развозить демонстрантов на своей машине. Она везла чернокожего активиста в Монтгомери, когда в неё выстрелили из машины члены Ку-клукс-клана. Лиуццо погибла на месте.
В течение 24 часов после убийства президент Линдон Джонсон выступил по телевидению, чтобы объявить об арестах 4 членов ККК. ФБР и адвокаты обвиняемых пытались дискредитировать Лиуццо, распространяя лживые слухи, что она была коммунисткой, героиновой наркоманкой и бросила детей ради романов с чернокожими мужчинами. В итоге все 4 мужчин были оправданы в убийстве, несмотря на показания свидетелей и баллистическую экспертизу, однако 3 из них были признаны виновными федеральным судом в лишении Лиуццо её гражданских прав и приговорены к максимум десяти годам тюремного заключения.
Убийство Лиуццо укрепило борьбу за гражданские права. Её похороны посетил Мартин Лютер Кинг. Она считается единственной белой женщиной, убитой Ку-клукс-кланом. В то же время многие американцы полагали, что ей следовало остаться дома и ухаживать за семьёй, а не бороться за права чернокожих. Её имя было увековечено на Мемориале гражданских прав в Монтгомери в 1989 году. В 1991 году женщины из Конференции южного христианского руководства установили каменный мемориал на месте убийстве Лиуццо с надписью «В память о нашей сестре Виоле Лиуццо, которая отдала свою жизнь в борьбе за право голосовать 25 марта 1965 года». В 2019 году в Детройте был установлен памятник Лиуццо.